# ノーティカルスター

典型的なノーティカルスター

海図において、地理上の真北を表示するノーティカルスター。

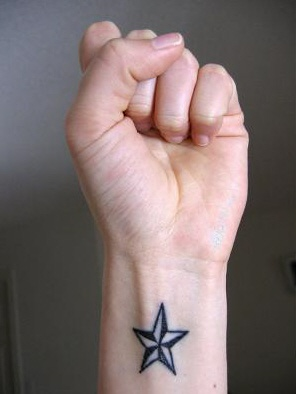
ノーティカルスターの入れ墨の例。

ノーティカルスター (英語: nautical star) は、星形の記号で、特に海図などに用いられるものであり、Unicodeの文字セットにも含まれている。（五芒星の外側の輪郭線にあたる）5つの角がある星形が、明るい部分と陰の部分が描き分けられており、立体的に見える効果が施されている。

## 起源
ノーティカルスターの起源は、はっきりしていない。その形状から、航海者たちにとって、方角を知る手掛かりであった北極星と関わるものと思われる。方位角を知る手だてとしての北極星は、船乗りたちが何世紀にもわたって航法に用いてきたものである。

## 海図の真北
現代の海図は、ノーティカルスターを、地理上の北の方位（真北）を表示する記号として用い、羅針図に二重に描かれた同心円の外側にこれを描いている。アメリカ合衆国の国立測地測量局は、1900年ころから、ノーティカルスターを羅針図で使用していた（それ以前には、アヤメを意匠化したフルール・ド・リスが用いられていた）。

## 文字コード
この記号は、Unicode の文字セットに含まれている。装飾記号のブロックにおいてU+272Fと位置づけられ、英語では「Pinwheel star」、ドイツ語では「Fünfzackige Kompassrose」と称されている（✯）。このあたりの一連の記号は、1978年にヘルマン・ツァップがデザインした「ITC Zapf Dingbats」と称されるもので、1985年にスティーブ・ジョブズが LaserWriter の標準フォントとして採用したことを契機に、以降、非常に高い人気を集めた。

## 入れ墨の意匠
ノーティカルスターは、入れ墨の基本的な意匠のひとつとしても用いられる。もともとこのモチーフは、北極星の導きで、船乗りが無事帰郷できたことを祝う象徴であったが、人生の意義を見出すといった意味も表すようになった。この意匠は、しばしば、有名な彫師であったセーラー・ジェリーが広めたものとされる。